# Sanningens Ande, som av höjden talar
Sanningens Ande, som av höjden talar eller Sanningens Ande, himmelskt ljus du tänder är en psalm av Zacharias Topelius från 1868, bearbetad 1879. Melodin anges vara från Tyskland, av Petrus Tritonius 1507.
I Den svenska psalmboken 1986 används en av Ull-Britt Gustafsson-Pensar 1978 bearbetad version av texten, med inledningsorden Sanningens Ande, himmelskt ljus du tänder. Melodin som används är en tonsättning av Johann Crüger från 1653 och samma som till psalmerna Helige Fader, kom och var oss nära (1986 nr 20), Kärlek av höjden (1986 nr 92), Jesus, Guds Son, träd in i denna skara (1986 nr 93).
Psalmen översattes till finska av Martti Ruuth 1902 och togs in i den finska psalmboken 1938.

## Publicerad som
- Nr 631 i Nya psalmer 1921, tillägget till 1819 års psalmbok under rubriken "Det Kristliga Troslivet: Troslivet i hem och samhälle: Den kristna skolan".
- Nr 782 i Sionstoner 1935 under rubriken "Invigning av bönhus".
- Nr 485 i 1937 års psalmbok under rubriken "Skolan".
- Nr 475 i Finlands ev. luth. kyrka finska psalmbok 1938
- Nr 471 i Finlandssvenska psalmboken 1943
- Nr 322 i Finlandssvenska psalmboken 1986 under rubriken "Bön och förbön", med melodi av Petrus Tritonius (1507)
- Nr 484 i Finlands ev. luth. kyrkas finska psalmbok 1986
- Nr 293 i Den svenska psalmboken 1986, 1986 års Cecilia-psalmbok, Psalmer och Sånger 1987, Segertoner 1988 och Frälsningsarméns sångbok 1990 med titelraden "Sanningens Ande, himmelskt ljus du sänder", under rubriken "Tillsammans i världen".